# Agostino Tornielli
Agostino Tornielli, Augustin Torniel en français, est un religieux et savant italien de la fin du XVIe et du début du XVIIe siècle, né à Barengo près de Novare le 10 juin 1543, et mort à Milan le 10 juin 1622.

## Biographie

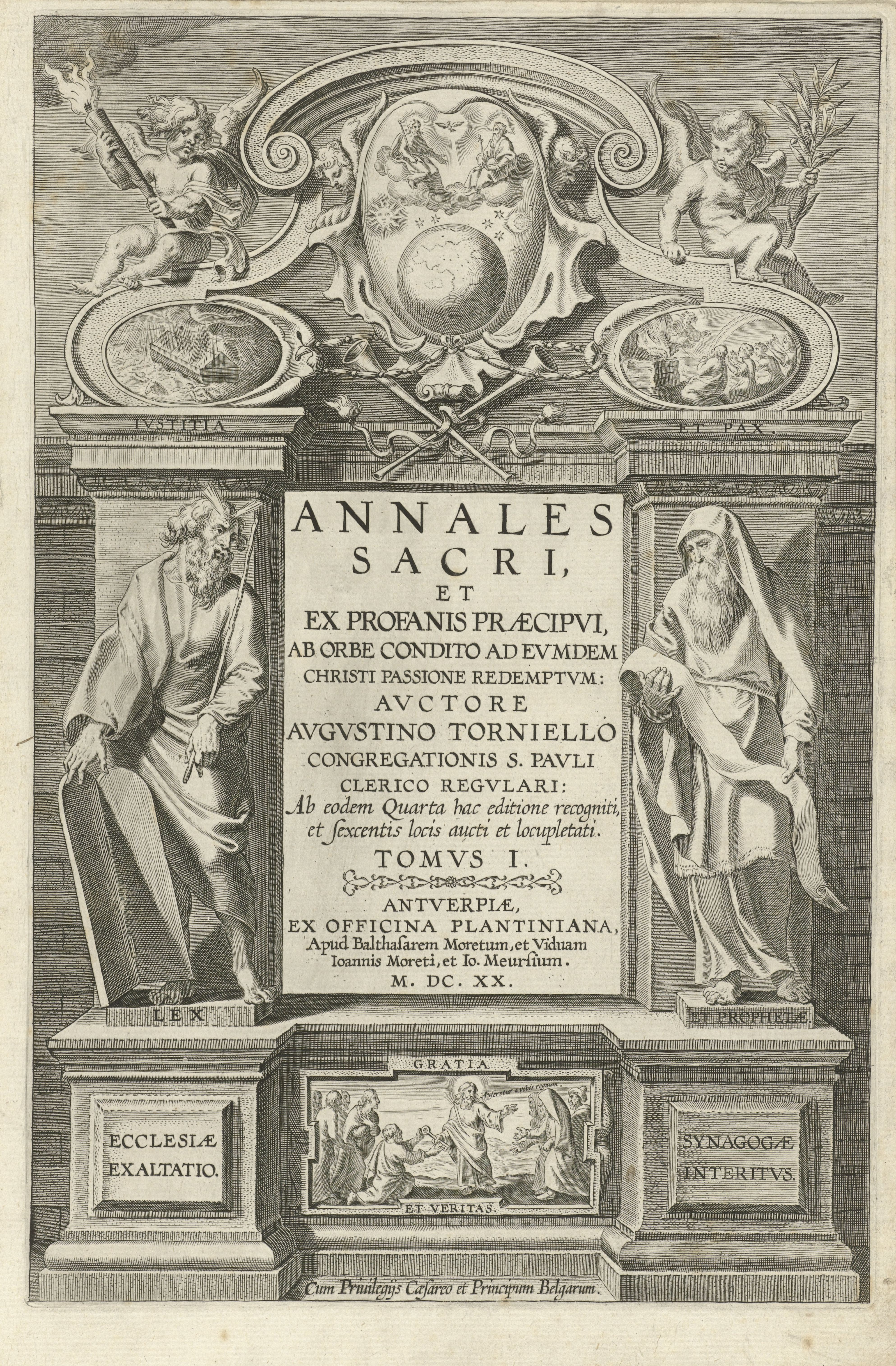
Agostino Tornielli, Annales Sacri, Tome I, Antverpiae, ex officina Plantiniana, Apud Balthasarem Moretum, et Viduam Ioannis Moreti, et Io. Meursium 1620.

Savant annaliste, né à Barengo près de Novare, d'une famille patricienne. Son père, habile médecin, désirant lui voir embrasser la même profession, l'envoya faire ses cours à Pavie. En les terminant, il reçut le laurier doctoral avec distinction ; mais son goût pour la retraite le détermina bientôt à sacrifier tous les avantages qu'il pouvait espérer dans le monde, au besoin de suivre son penchant.
En 1569, il entra dans la congrégation des Barnabites, à Milan, et, après quelques mois d'épreuves, y prit l'habit des mains du B. Alexandre Sauli. Ses talents le firent élever promptement aux premières dignités de la congrégation. Il fut élu général en 1579, et plus tard il fut encore revêtu deux fois de cette dignité. Il refusa l'évêché de Mantoue et celui de Casal, préférant à tous les honneurs la vie paisible du cloître.
L'étude des lettres et de l'histoire occupait tous les moments que lui laissaient ses devoirs.
Il est mort à Milan, en 1622, le 10 juin, jour anniversaire de sa naissance, à l'âge de 79 ans. Parmi les nombreux amis que lui fit son mérite, on doit citer Vincent de Gonzague, duc de Mantoue, S. Charles Borromée et le cardinal Baronio.

## Publications
Il a laissé notamment :
Annales sacri et ex profanis praecipui ab orbe condito ad eumdem Christi passione redemptum  (Milan, 1610 ; Francfort, 1611 ; Anvers, 1620 ; Lucques, 1757, 2 ou 4 volumes in-folio).
Cet ouvrage est le premier dans lequel les difficultés que présentent les livres saints se trouvent éclaircies d'une manière convenable.

## Sources
- « Tornielli (Augustin) », dans Louis-Gabriel Michaud, Biographie universelle ancienne et moderne : histoire par ordre alphabétique de la vie publique et privée de tous les hommes avec la collaboration de plus de 300 savants et littérateurs français ou étrangers, 2e édition, 1843-1865 [détail de l’édition]
- Marie-Nicolas Bouillet  et Alexis Chassang (dir.), « Augustin Tornielli » dans Dictionnaire universel d’histoire et de géographie, 1878 (lire sur Wikisource)